# Gare de Fuengirola
La gare de Fuengirola est située à Fuengirola, dans la région d'Andalousie, en Espagne. Elle est desservie par la ligne C-1 du Cercanias Malaga et constitue un des termini de cette dernière.

## Situation ferroviaire
La gare se trouve sur la ligne de chemin de fer Malaga-Fuengirola au point kilométrique 30.2.